# هجمات الحيوانات
هجمات الحيوانات هي سبب شائع إما لوفيات أو إصابات الإنسان. ما يصل إلى خمس ملايين شخص في الولايات المتحدة الأمريكية يتعرضون للهجوم من قبل القطط والكلاب من كل عام. تواتر هجمات الحيوانات تختلف مع جغرافية المكان. في الولايات المتحدة، يكون الشخص أكثر عرضة للقتل من قبل الكلاب من أن يتم صعقه  بواسطة البرق.
تعتبر هجمات الحيوانات مشكلة على الصحة العامة. في عام 1997 وصلت لدغات الحيوانات إلى ما يقرب من مليوني لدغة تحدث كل عام في الولايات المتحدة[بحاجة لمصدر]. تؤدي الإصابات الناجمة عن هجمات الحيوانات إلى الآلاف من الوفيات في جميع أنحاء العالم كل عام. جميع أسباب الوفاة يتم الإبلاغ عنها إلى مراكز السيطرة على الأمراض والوقاية منها في كل عام.

## إصابات والتهابات
الإصابات الناتجة من لدغات الحيوان غالبا ما تكون عواقب هجوم حيواني، ومن الغريب أن عضة الإنسان لإنسان آخر تعد الثالثة من حيث ترتيب أكثر العضات شيوعا بعد عضة الكلاب والقطط. عضات الكلاب تعتبر الأكثر شيوعا على الإطلاق وأغلبها تكون الأفراد المصابة من الأطفال ويتم استهداف الوجه على وجه الخصوص. في عام 1936، كان البتر العلاج الحتمي في ثلث الحالات وذلك لتأخر الحصول على الرعاية الطبية لمدة 24 ساعة أو أكثر.

## الأوبئة والعلاج
لدغات الحيوانات هي الشكل الأكثر شيوعا عند التعرض لهجمات الحيوانات. عدد عضات الحيوانات في الولايات المتحدة سنويا يصل إلى 1 إلى مليوني عضة من الكلاب، 400,000 عضة من القطط، 45,000 من لدغ الثعابين. وهناك أيضا عضات من الظربان، الخيول، السناجب، الفئران والأرانب والخنازير والقرود ولكن نسبتها ضئيلة والتي قد تصل إلى 1 في المئة من إجمالي عضات الحيوانات. هجمات القوارض تسبب أضرار شديدة في الوجه. بينما الحيوانات المستأنسة تعتبر هي أكثر الحيوانات هجوما والتي قد تسبب داء الكلب (rabies infection)، ولكن انتقال المرض يشكل نسبة ضئيلة لا تتعدى 1٪. غالبا ما تحدث العضة في الذراع الأيمن، وذلك لأنه على الأرجح يكون ردة الفعل الدفاعي عند الضحية باستخدام اليد اليمنى. وتشير التقديرات إلى أن ثلاثة أرباع عضات الحيوانات تقع على الذراعين أو الساقين. بينما عضة الوجه لا تتعدى 10 في المئة من المجموع. ثلثي إصابات يكون أغلبها من الأطفال الذين تتراوح أعمارهم بين العشرة سنين. العلاج بالنسبة لأولئك الذين تعرضوا (إذا كانوا على قيد الحياة) إلى عضات الحيوانات يعتمد على مكان الإصابة. وإذا تم الإصابة بعدوى يتم التعامل معها باستخدام المضادات الحيوية المناسبة.
ثلاثة أرباع عضات الكلاب تحدث لأولئك الذين تقل أعمارهم عن 20 عاما. تشير التقديرات في الولايات المتحدة أن التكاليف المرتبطة لعلاج عضات الكلاب قد تصل إلى أكثر من مليار دولار سنويا. الفئات العمرية التي تعاني أكثر من غيرها من عضات الكلاب هم من الأطفال (5 إلى 9 سنوات). نسبة الأطفال في غرف الطوارئ 1٪ بسبب هجمات الحيوانات. ويكون ذلك أكثر شيوعا في فصل الصيف. حيث تصل نسبة لأطفال الذين يتلقون الرعاية في حالات الطوارئ عن عضات الكلاب إلى خمسة في المئة. العضات تحدث عادة في وقت متأخر. الفتيات أكثر عرضة لعضات القطط من الكلاب. بينما الأولاد أكثر عرضة لعضات الكلاب من القطط.

## الرموز الطبية لهجمات الحيوانات
تحدث الإصابات الناتجة من عضات الحيوانات بكثرة تكفي لأن يتم صُنع رموز طبية من قبل الأطباء وشركات التأمين للتعامل السريع مع تلك الحوادث. تُستخدم الرموز من قبل التصنيف الدولي للأمراض-10-CM في الولايات المتحدة بغرض التعرف على الأمراض وأسباب الإصابات. يقوم الأطباء باستخدام تلك الرموز لتحديد الحالة الطبية وأسبابها، بينما تستخدمها شركات التأمين للحصول على العلاج المطلوب.
- عضات الكلاب[8][9]
- دولفين[10]
- أسد البحر[11]
- أرك[12]
- الأسماك[13]
- الفئران[14]
- الفئران[15]
- السنجاب[16][17]

## التماسيح

### التماسيح
هجمات التماسيح غالبا ما تؤدي إلى الوفاة. تُقدر الوفيات بسبب هجمات تمساح النيل بالمئات وربما الآلاف سنويا. تترواح هجمات تمساح النيل بين 275 إلى 745 هجمة في السنة. 63% من تلك الهجمات تعتبر قاتلة. تم تسجيل 30 هجمة فقط من قبل تماسيح المياه المالحة سنويا، منها 50% قاتلة. الهجمات القاتلة عادة ما تكون بواسطة التماسيح الكبيرة جدا. يعتبر تمساح النيل الحيوان البري الأكثر افتراسا بين الحيوانات البرية في هذا الوقت. تعمل التكنولوجيا على تطوير معدات من شأنها أن تقلل من هجمات التماسيح.

## الجاموس الأفريقي
في أوائل التسعينات، عانت إحدى القرى الأفريقية من موت إنسان واحد على الأقل وأكثر من قبل هجوم الجاموس. توقفت الهجمات بعد بناء سياج حول القرية لحمايتها.

## المفصليات
النحل والدبابير والعقارب، وغيرها من المفصليات تسبب وفيات بشرية. وقد يكون من الصعب وصف بعض هذه الهجمات بأنها هجومية أو دفاعية من قبل تلك المفصليات. قد يؤدي هجوم «المفصليات» بدلا من التسبب بصدمة الأنسجة مثل القطع أو التمزق أو السحق أو قطع أجزاء الجسم، يكون تأثير تلك المفصليات كرد فعل فسيولوجي يؤدي إلى موت الإنسان. هذه الآثار هي آثار سامة مثل الحساسية.
الوفيات بسبب اللدغة والحساسية من المفصليات ليست عملية ولكن هناك بعض الحالات الأكثر غرابة فيما يلي:

### النمل
في عام 2006 توفيت امرأة من كارولينا الجنوبية البالغة من العمر 68 عاما بعد أن تعرضت لهجوم من نمل النار. وقد هوجم سكان دور رعاية المسنين أيضا.
وقد تسبب النمل الطائر العديد من الوفيات. في عام 1931 قتل اثنين من البالغين وطفل رضيع في نيو ساوث بواسطة النمل الطائر أو ميرميسيا بيريفورميس. في عام 1963 قام النمل بهجوم اخر وذلك موثقا في تسمانيا. بدأ تحديد مسببات حساسية السم في أوائل 1990. كان معدل الوفيات شخص واحد كل أربع سنوات من اللدغة. 

### النحل
ومن المعروف أن نحل العسل الأفريقي يهاجم الناس دون سبب معين.

### الدبابير العملاقة الآسيوية
وقد قتلت الدبابير العملاقة الآسيوية في الصين ما لا يقل عن 42 شخصا وأصيب 1675 آخرين.

### دبور الستره الصفراء
- 1998 - توفي صبي يبلغ من العمر عامين في تامبا بولاية فلوريدا عندما أوقفته دبابير السترة الصفراء.[40]
- 2002 - توفي رجل يبلغ من العمر 83 عاما عندما ألقيت عليه دبابير السترة الصفراء أثناء القيام بأعمال ياردورك في مقاطعة هيلزبورو بولاية فلوريدا.[41]
- 2013 - تعرضت عائلة في أتلانتا، جورجيا لهجوم وتم نقلهم إلى المستشفى.[42]

## الدببة
تم الإبلاغ عن 162 اعتداء من قبل الدببة في الولايات المتحدة بين عامي 1900 و1985. خلال التسعينيات، قتلت الدببة حوالي ثلاثة أشخاص سنويا في الولايات المتحدة وكندا. قتل دب أسود ثلاثة مراهقين في حديقة الغونكوين في كندا. وقعت معظم الهجمات في الحدائق الوطنية. وصل عدد حوادث الدببة السوداء إلى 1028 حادثة حيث تتصرف الدببة السوداء بقوة تجاه الناس، 107 منها أسفرت عن إصابات، سُجلت تلك الحوادث من 1964 إلى 1976 في حديقة جبال سموكي الوطنية. وبعد حظر دام 20 عاما، تنظر فلوريدا في تشريعات قد تسمح للصيد لوقف توسع الدببة السوداء والتي تشكل خطرا في أحياء الضواحي.

### الدببة السوداء الآسيوية
الدببة السوداء الآسيوية هي أكثر عدوانية نسبيا تجاه البشر من تلك التي في أوروبا. وفي الهند، ازدادت الهجمات. تحدث الهجمات بالقرب من منطقة الهيمالايا. وهنا زادت الهجمات من 10 في 1988-89 إلى 21 في 1991-1992. وقد تم الإبلاغ عن هجمات الدببة الأخيرة على البشر من حديقة جونبيسي الوطنية وحديقة لانغتانغ الوطنية في نيبال، وقعت تلك الأحداث في القرى وكذلك في الغابات المحيطة بها لي غوكسينغ، وهو الشخص الثاني في التاريخ الذي تلقى زرع الوجه، كان ضحية لهجوم الدب الأسود.
بين 1979-1989 قتل تسعة أشخاص في اليابان. في عام 2009 هاجم دب مجموعة من السياح في وسط اليابان.

### الدببة البنية الأوروبية
تعتبر الدببة البنية غير متوقعة. في عام 2007، وقعت وفاة في فنلندا من قبل هجوم من الدب البني الأوروبي. وعادة ما يتم الاعتداء على شخص أو شخصين بدلا من المجموعات، مع عدم تسجيل أي هجمات ضد مجموعات تزيد عن 7 أشخاص.

## الطيور

### كاسوواريز
توصف كاسواريز بأنها قادرة على استخدام ساقيها في الحركة إلى الأمام وإلى الأسفل. الإصابات الأكثر شيوعا التي يتعرض لها أولئك الذين يتعرضون للهجوم تتكون من الجروح، تمزقات وكسور العظام. يتم زيادة شدة الإصابات إذا كان شخص في وضعيه مسطحة على الأرض. كما تهاجم الطيور الكبيرة الكلاب والقطط 
- 1926 - صبي كوينزلاند يبلغ من العمر 16 عاما[60][61]

### النعام
في عام 1997، قتلت امرأة في جنوب أفريقيا أثناء المشي في حقل في مزرعة النعام.

## الثيران
الثيران تهاجم وتقتل الناس في المزارع.
خلال عام 2010، كان رجل وامرأة يمشيان في حقل حيث كان هناك ثورا متواجد في الحقل، وقتل الرجل.

## الشمبانزي
في عام 2012، تعرض القرويون الذين يعيشون بالقرب من حديقة فيرونغا الوطنية لهجوم من الشمپانزيات المشتركة. وقتلت فتاة واحدة.

## الغزلان
تستخدم الغزلان قرونها وحوافرها عند الهجوم. ويمكن أن تسبب إصابات وخسائر بالغة. الناس أكثر عرضة للموت من هجوم الغزلان من هجوم الذئاب.
- 2003 - أصيب رجل في رانشو سانتا في، كاليفورنيا، وتوفي بعد ذلك من جروح قرن الوعل إلى وجهه عندما كان يختار الطماطم في حديقته.[70]
- 2005 - تلقت امرأة من كليرليك، كاليفورنيا إصابات في الرأس خارج منزلها. وأصيب زوجها أيضا عندما حاول إنقاذ زوجته.
- 2017 - تعرضت امرأة لهجوم في بريستون، ايداهو.[71]
- 2017 - هاجم الغزلان الطلاب في جامعة جنوب إلينوي في كاربونديل وغيرهم من الناس في المنطقة في سلسلة من الهجمات.[72]

## الإلكة
- 2011 - قام إلكة بدهس امرأة في ولاية أريزونا.[73]

- 2012 - تعرضت امرأة للهجوم خارج شقتها من قبل إلكة.[74]

## سنوريات

### الفهود
تم التهام صبي كان يقضي عطلتة في جنوب أفريقيا من قبل فهد.

### أسد الجبال
في عام 2005، هوجم رجل بريطاني من قبل ما وصفه بأنه نمر أسود.

### قطط البيت
على الرغم من ندرة هجمات القطط المنزلية، فقد هاجمت بعض القطط الناس وقتلتهم. يمكن أن تهاجم القطط أيضا الحيوانات الأخرى وتسبب إصابات كبيرة.

### الجاغور
في 9 كانون الأول/ديسمبر 1985، أصيبت امراة حامل في حديقة جون بال زو بجراح. قامت النمور في حديقة حيوان دنفر بذبح شابة في 24 فبراير 2007. كما ذبحت النمور في بليز رجل أمريكي شاب في 25 أكتوبر / تشرين الأول 2010.

### النمور
لا تزال هجمات النمور تشكل خطرا في بعض المناطق. حيث قتلت النمور في الهند أكثر من 200 شخص. تحدث هجمات النمور عادة في الليل.

### الاسود
زادت هجمات الأسود في تنزانيا من عام 1990 إلى عام 2005. وقد هُوجم ما لا يقل عن 563 قرويا وكثير منهم تم التهامهم خلال هذه الفترة. وتقدر التقديرات بأن الاسود تهاجم حوالي 550-700 شخص كل عام.

### الببور
تعتبر الببور أكثر القطط قتلا للبشر، كما أنها مسؤولة عن الوفيات البشرية أكثر من أي حيوان بري أخر. قُتل مائة وعشرون شخصا على يد الببور في سونداربانس من 1969-1717.
تقتل الببور بانتظام حوالي خمسين أو ستين شخصا في السنة ولا تزال الهجمات مستمرة في الزيادة.

#### الببور المعروفة والموثقة
- ببور تشوغاره (1925-30)
- ببور مونداشيبالام
- ببور سيجور
- ببور أوف تشامباوات
- ببور أوف جولاغيري

## الكلبيات

### الكلاب البرية الأفريقية
في 4 نوفمبر/تشرين الثاني 2012، فقد صبي يبلغ من العمر عامين حياته عندما اصطدمت به كلاب أفريقية في حديقة حيوان بيتسبرغ. وسرعان ما هرع الناس إلى تلك المنطقة، في محاولة لإطلاق السهام من أجل تخويف الكلاب بعيدا، وأطلقت الشرطة على كلب واحد منهم، وتم عزل الكلاب الأخرى لمدة ثلاثين يوما ولكن لم تكن هناك خطط للقضاء عليها. تم إرسال الكلاب إلى حدائق حيوان في أمريكا الشمالية.

### القيوط (نوع من الذئاب)
هجمات الذئب غير شائعة وعادة ما تسبب ضررا قليلا ولكن أصبحت الآن أكثر تواترا. بشكل خاص في ولاية كاليفورنيا. قبل عام 2006، وجدُ مائة وستون ذئبا في منطقة مقاطعة لوس أنجلوس. وقع 41 هجوما خلال الفترة ما بين 1988-1997، تم التحقق من 48 هجوما من عام 1998 حتى عام 2003. بعض القيوط تطارد الأشخاص الذين يركضون أو راكبي الدراجات. القيوط التي تجوب شرق كندا وأجزاء من شمال شرق الولايات المتحدة معروفة باسم كويولفز.
الهجمات الغير مميتة:
- 1978- هاجم ذئب طفلة تبلغ من العمر خمس سنوات في باسادينا، كاليفورنيا خارج منزلها.
- 1979 - هاجم ذئب طفلة تبلغ من العمر خمس سنوات في لوس انجليس فيرن، كاليفورنيا. وقد حاول والدها مساعدتها، ولكن ليس قبل أن عانت من عضات عميقة على الرقبة والرأس والساقين.
- 1980 - ذئب في أغورا هيلز، أمسك طفلة عمرها ثلاثة عشر شهرا من كاليفورنيا. ولكن تم انقاذ الطفلة من قبل والدتها.
- 1988 - تعرضت فتاة للعض تبلغ من العمر ثماني سنوات من قبل ذئب بينما كانت تتزلج بالعجلات في أوشن سايد، كاليفورنيا عندما سقطت على الأرض. وقد قامت سيدتان بابعاد الذئب عن طريق رمى الحجارة عليه.
- 1992 - ذئب في سان كليمنتي، هاجم طفلة تبلغ من العمر خمس سنوات من كاليفورنيا، قام الذئب بعض الطفلة عدة مرات على ظهرها.
- 1995 - تم مهاجمة طفلة تبلغ من العمر خمس سنوات من قبل ذئب قبل أن تنقذها والدتها في جريفيث بارك في ولاية كاليفورنيا.
- 1997 - هاجم ذئب صبي يبلغ من العمر عامين في توكسون ريدج بارك في ولاية أريزونا، ولكن لا ضرر قد أصابة. في اليوم التالي في نفس الحديقة، عض الذئب صبي يبلغ من العمر أربع سنوات وخدش وعض طفل عمره اثنين وعشرين وبعد التدخل الطبي، تم خياطة جرح الصبي بسبعة غرز.[94]
- 1998 - صبي يبلغ من العمر أربع سنوات عضه ذئب أثناء لعبه في الفناء الخلفي لمنزله في كيب كود، ماساتشوستس. حاولت والدته إبعاد الذئب بعيدا، لكنه ظل يجري حول الطفل. إلى ان أتت الشرطة وقاموا باطلاق النار عليه.[95]
- 2001 - أصاب ذئب فتاة تبلغ من العمر سبع سنوات بجراح خطيرة في نورثريدج بولاية كاليفورنيا.
- 2003 - هاجم ذئب فتاة تبلغ من العمر ثمانية عشر عاما على الذراع بينما كانت تسير مع والديها على متن سكاى لاين تريل في حديقة كيب بريتون هايلاندس الوطنية في نوفا سكوتيا.
- 2007 - قفز ذئب من خط صغير بين الشجيرات وقام بمهاجمة صبي يبلغ من العمر 5 سنوات في ميدلتون، نيو جيرسي. نجا بسبب صراخ شقيقته عندما رأى الحادث، لكنه احتاج إلى 46 غرزة في مؤخرة رأسه.[96]
- 2008 - اصيب فتى يبلغ من العمر تسع سنوات بعضة بينما كان يتزحلق على الجليد مع شقيقه البالغ من العمر ست سنوات في ملعب للجولف خلف منزله في إيري بولاية كولورادو.[97]
- 2009 توفي مغني شعبي يبلغ من العمر 19 عاما من تورونتو بعد أن هاجمه اثنان من القيوط في حديقة كيب بريتون هايلاندز الوطنية.
- 2009 - طفلة تبلغ من العمر عامين في بورت كوكيتلام، كولومبيا البريطانية كان يعضها ذئب في ملعب المدرسة. جاء الكبار بالقرب من المنطقة لمساعدة الفتاة الصغيرة واخافوا الذئب فجرى بعيدا.[98]

- 2010 - تم عض فتاة تبلغ من العمر خمس سنوات من قبل ذئب بينما كانت تسير مع والديها وكلبهما في فيرنون، كولومبيا البريطانية.[99] وهاجم ذئبا فتاة في السادسة عشرة من عمرها على رأسها مرتين في خيمتها بينما كانت تخيم مع والديها في حديقة كيب بريتون هايلاندس الوطنية في إنغونيش في نوفا سكوتيا. تم نقلها إلى المستشفى لعمل الغرز اللازمة والعلاج ضد داء الكلب.[100] هاجم ذئب اثنين من الصبية وقد تم نقلهم بينما كانوا ينامون خارج خيمة التخييم بالقرب من القطب 3 في ميناء أرانزاس، تكساس. تم نقل هذين الفتيان إلى مستشفى في كوربوس كريستي لعلاجه في طلقات داء الكلب.[101]
- 2011 - تم عض فتاة تبلغ من العمر عامين على الرقبة بواسطة ذئب في ملعب في كهف كريك بولاية أريزونا. بدأت في علاج داء الكلب بعد أن أنقذها الكبار.[102]
- 2012 - هوجم فتى يبلغ من العمر 14 عاما من قبل ذئب أثناء ركوبه على الدراجة الترابية في ويستمونت، نوفا سكوتيا.[103]
- 2013 - صبي يبلغ من العمر ثلاث سنوات في شيكاغو، إلينوي تم عضه من قبل ذئب في وجهه.[104]
- 2015 - رجل في منتصف العمر في نوروود، نيو جيرسي كان يعمل في حديقته عندما هاجمه ذئب.[105] هوجم رجلان من قبل ذئب في غروفيلاند، ماساتشوستس خارج منازلهم. واحد منهم كانت ابنته البالغة من العمر أربع سنوات معه .[106]
- 2016 - هاجم ذئب رجل كان يمشي في الغابة مع ابنتيه في لينكولن، بنسلفانيا .[107]
- 2017 - هاج ذئب رجل يبلغ من العمر ست وستين عاما كان يمشي مع اثنين من البالغين الآخرين مع كلابهم المنزلية على طول ممر كولومبيا في لونغ فالي بولاية نيوجيرسي. ولكن قام الشرطي بقتله .[108] هاجمت ثلاثة قيوط في أليستون، أونتاريو رجلا أخذ كلبه للنزهة. كان كلب الرجل قادرا على مواجهتهم. ولم يتعرض الرجل أو كلبه لإصابات خطيرة.[109]

### كلب الدينغو
حوكمت أم شابة وأدينت بقتل ابنتها الصغيرة في عام 1980، على الرغم من ادعائها أن هناك كلب أسترالي قام بأخذ ابنتها. أثبتت الأدلة في وقت لاحق ان كلام الام كان صحيحا.

### الكلاب
الكلاب الكبيرة هي المسؤولة عن معظم عضات الحيوانات بشكل عام وهي النوع الأكثر شيوعا من الكلاب القاتلة. في الولايات المتحدة هناك 10 إلى 20 من الهجمات البشرية القاتلة سنويا. ليس هناك سلالة واحدة مسؤولة عن معظم العضات ولكن تم تحديد ما لا يقل عن 25 سلالة من الكلاب في مائتي وثمانية وثلاثين وفاة في السنوات ال 25 الماضية.
تعتبر عضات تلك الكلاب خطيرة جدا لانها تميل إلى العض بعمق مرات متعددة وطحن الأضراس في الأنسجة. في معظم الأحيان، تُعرف الضحية بصعوبة بعد الحصول عليها من قبل الكلاب الخاصة بالضحايا. وتفيد وكالة الصحة الوطنية والخدمات الإنسانية في الولايات المتحدة أن 9.9٪ من الوفيات الناجمة عن الحيوانات كانت من الكلاب.

### الذئاب
- هجمات ذئاب كيروف
- ذئاب ن أنسباخ
- ذئاب جيسينج
- ذئاب سارلات
- ذئاب سويسونس
- ذئاب أشتا
- ذئاب هازاريباغ
- ذئاب بيريغورد
- ذئاب توركو

## الفيلة
تهاجم الأفيال البرية الناس وتقوم بقتلهم. هاجمت الفيلة الآسيوية جاكى بوكسبيرجر، وهو رياضي أولمبى، بوى ثو شيوان، وامرأة عاملة فييتنامية، وألين كامبل، وهو مدرب محترف في الفيل. وقد هاجمت الأفيال الناس في قرى في الهند.
في حالة نادرة جدا، وفقا ل هافينغتون بوست، توفيت فتاة تبلغ من العمر 7 سنوات يوم الثلاثاء 27 يوليو / تموز 2016، بعد أن قام فيل بمهاجمتها .
وخلال السنوات الخمس الماضية، كانت هناك 37,512 حالة من هجمات الفيل البرية مع 54 إصابة في بوير بمقاطعة يوننان / جنوب الصين.

## فرس نهر

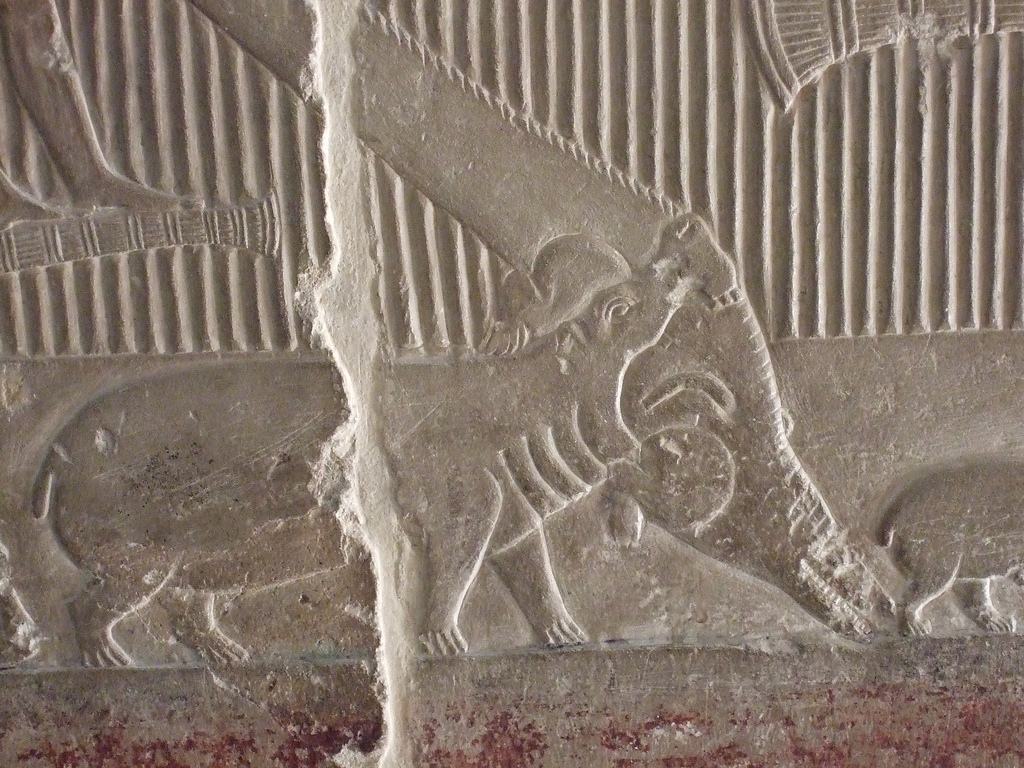
تظهر القبور المصرية مهاجمة فرس النهر لتمساح النيل

كثيرا ما يشار إلى أن فرس النهر أخطر حيوان كبير في العالم، حيث قتل ما يقدر بنحو 500 شخص سنويا في أفريقيا. ويزعم أيضا أن أفراس النهر تقتل المزيد في أفريقيا من الأسود أو الفيلة، ولكن لا توجد بحوث موثوقة لدعم هذا.

## وحيد القرن
في أيار / مايو 2003، كان مارك كروزييه وشقيقه شون على متن لعبة المشي مع مجموعة من المتجولون السفاري بقيادة اثنين من حراس مسلحين عندما هاجمهم وحيد القرن الأسود أثناء مشيهم في حديقة هلوهلوي-إمفولوزي في جنوب أفريقيا. قام المسلحون باطلاق طلقات تحذيرية في الكركدن بينما اختبأ السياح في الأدغال الكثيفة. وكان لكل من الأخوين كروزير إصابات خطيرة .
في 15 أبريل / نيسان 2004، هاجم وحيد القرن الأبيض في حديقة كروجر الوطنية دليل السفاري إلياس تشوك بقرنه قبل أن يتمكن من سحب الزناد عليه. زميله، دوميساني زوين، ضرب الكركدن، مما جعل تشوك يسقط أرضا. وفي الوقت نفسه وحيد القرن الأسود أخر هاجم مجموعة من خمسة سياح، وجرح رجل واحد، بوتا من فيرينيجينغ، في الأرداف والظهر.
هاجم وحيد القرن الأسود باحثة في الحياة البرية في هلوهلوي-إمفولوزي في 21 سبتمبر / أيلول 2004. وبعد شهر، ضرب وحيد القرن الأسود أحد المقاولين الذكور زولولاند في الجانب الأيمن من الصدروصار يصرخ من الألم حتى جذب انتباه زملائه اليه .

## الضباع
لا يتم الإبلاغ عن هجمات الضباع ضد البشر بكثرة. كان زوج من الضباع مسؤولا عن مقتل 27 شخصا في مولانجي، ملاوي في عام 1962 . في عام 1910 قتلت الضباع العديد من الأفارقة وهم ينامون في الخارج في المخيمات.

## تنين كومودو

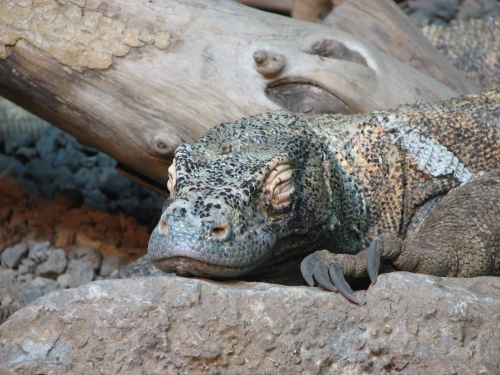
التنين كومودو

قام تنين الكومودو بعض رجل حتى أفقده إصبعه. تحدث الهجمات في اندونيسيا.
- 2007 - قتل طفل يبلغ من العمر ثماني سنوات من قبل تنين كومودو في جزيرة كومودو [126]
- 2008 - هوجم مجموعة من الغواصين على جزيرة رينكا التي يسكنها 1300 من السحالي.
- 2009 - سقط رجل يبلغ من العمر 31 عاما من شجرة حيث كان يختار التفاح في جزيرة كومودو. وقد أصيب بجروح أدت إلى وفاته.

## المكاك
قتل طفل يبلغ من العمر ستة اسابيع في منزله بينما كان ينام من قبل مكاك الذي دخل من خلال النافذة. وكان المكاك قد هرب من حديقة الحيوان.

## سمكة البيرانا
في عام 2016، هاجمت سمكة البيرانا مجموعة من السباحين في ريو دي جانيرو .

## الغزال الأمريكي

علامة تحذير لوجود غزال أمريكي

تحدث هجمات الغزال الأمريكي أكثر من الدببة الرمادية .
- 2006 - رجل من جراند ليك، كولورادو قتل على يد غزالة .[129]
- 2006 - هوجم رجل في غراند ليك، كولورادو.[130]
- 2011 - هوجم صبي يبلغ من العمر ست سنوات وأصبح فاقد الوعي بعد الهجوم .
- 2011 - هوجمت فتاة من ألاسكا أثناء ركوب الدراجة.
- 2011 - تعرضت امرأة ألاسكية لهجوم أثناء تنظيف ممتلكاتها.[131]
- 2012 - استيقظ رجل ليعثر على غزالة تمشي على سيارته .[132]
- 2012 - انتهى رجل كندي في وحدة العناية المركزة بعد تعرضه لهجوم من قبل غزالة.[133]
- 2014 - تم مهاجمة امرأتان تمشيان مع كلبهما في مدينة بلاك هوك كولورادو[134]
- 2014 - هوجم اثنين من المتنزهين في ولاية كولورادو .[135]
- 2014 - تعرضت امرأة تسير على رصيف في سميثرس، كولومبيا البريطانية لهجوم من وراءها من قبل غزالة .[136]
- 2017 - تم مهاجمة المتجولون، والرحالة، والمتزلجين عدة مرات.[137]
- 2017 - تم الاعتداء على المتزلجين بالقرب من أسبن، كولورادو.[138]

## أسماك القرش
من أصل مائة وثمانين نوع من أسماك القرش، ثلاثة فقط هي المسؤولة عن غالبية الهجمات القاتلة وغير المبررة على البشر: الأبيض الكبير، النمر والثور . 

## الثعابيين
قررت منظمة الصحة العالمية أن ما يصل إلى خمسة ملايين شخص يتم لدغهم من الثعابين سنويا مع 94.000 إلى 125.000 حالة وفاة، وتشمل العواقب الأخرى العدوى والكزاز والتندب والذهان و400 ألف حالة بتر، وتحدث عواقب صحية حادة أخرى مثل العدوى، والكزاز، والتندب، والتقلصات، والعقابيل النفسية، لدغات الأفعى تحدث أكثر في جنوب شرق آسيا وأفريقيا بين أولئك الذين يعيشون في المناطق الأقل ثراء، المجتمعات الزراعية. وأفادت الوكالة الوطنية للصحة والخدمات الإنسانية في الولايات المتحدة عن وقوع 66 حالة وفاة بين عامي 1979 و1990 من الثعابين
.

### الثعابين الضخمة الغير سامة
هاجمت أنواع من الثعبان الناس وتسببت في وفيات بشرية. وتشمل هذه:
- أوائل القرن ال 19 - شخصين في اندونيسيا a[142]
- 1910 أو 1927 - رجل في رحلة صيد من بورما.[143]
- 1932 - مراهق فلبيني.[144]
- 1995 رجل عمره 29 عاما من جنوب ماليزيا.
- 2008 - امرأة تبلغ من العمر 25 عاما.[145]
- 2009، تم الاعتداء على صبي لاس فيغاس البالغ من العمر 3 سنوات ولكن تم إنقاذه قبل أن يكون يختنق.[146]
- 2009، قُتلت فتاة عمرها عامين من أورلاندو

#### ثعابين روك الأفريقية
قتل ثعبان أفريقي طفلين في كامبلتون، نيو برونزويك في عام 2013 .

## الخنازير البرية
في عام 2014، هاجم خنزير بري امرأة عدة مرات بينما كانت تمشي مع كلابها. بعد الهجوم الأول، كانت المرأة تعتقد أن الخنزير قد غادر، وحاولت الوقوف. لكن الخنزير هاجمها مرة أخرى .

## ببليوجرافيا
- Egerton, L. ed. 2005. Encyclopedia of Australian wildlife. Reader's Digest ISBN 1-876689-34-X
- "The Man-Eater of Jowlagiri", from Nine Man-Eaters and One Rogue, Kenneth Anderson, Allen & Unwin, 1955
- CrocBITE
- "Fatal Alligator Attacks". Southeastern Outdoors. مؤرشف من الأصل في 2020-10-11. اطلع عليه بتاريخ 2006-03-31.
- "Alligator Attacks Fact sheet, p.4-5 (updated 11/29/05)" (PDF). Florida Fish and Wildlife Conservation Commission. مؤرشف من الأصل (PDF) في 2006-05-08. اطلع عليه بتاريخ 2006-04-12.
- Anitei, Stefan. "The Limits of the Human Nose: How much can a human smell?" Softpedia. 22 January 2007. 17 November 2008
- Batin, Christopher. "Bear Attacks!" Outdoor Life 210.6 (2003): 46.
- Brandt, Anthony. "Attack". Outdoor Life 197.1 (1996): 52.
- Cardall, Taylor Y. and Peter Rosen. "Grizzly Bear Attack". The Journal of Emergency Medicine 24.3 (2003): 331–333.
- "Death Statistics Comparison". UnitedJustice.com. 7 December 2008. 7 December 2008.
- Driscoll, Jamus. "Bears on the Rampage". Outdoor Life 197.2 (1996): 20.
- The Fear of Wolves – review of wolfs (sic) attacks on humans
- Fergus, Charles. Wild Guide: Bears. Mechanisburg, PA; Stackpole Books, 2005.
- Guo, Shuzhong, et al. "Human facial allotransplantation: a 2-year follow-up study". The Lancet 372.9639 (2008): 631–638.
- Masterson, Linda. Living with Bears. Masonville, CO; PixyJack Press, LLC, 2006.
- Simmons, Shraga. "Olympic Champions". aish.com 22 August 2004. 17 November 2008.
- "Teeth". The Internet Encyclopedia of Science: Anatomy & Physiology. 17 November 2008.
- Ward, Paul and Suzanne Kynaston. Wild Bears of the World. United Kingdom: Cassell plc, 1995
- Whitman, David. "The Return of the Grizzly". Atlantic Monthly 286.3 (2000): 26–31.

## وصلات خارجية
- "Fatal Mountain Lion Attacks". Southeastern Outdoors. مؤرشف من الأصل في 2020-10-11. اطلع عليه بتاريخ 2007-08-31.
- "List of Mountain Lion Attacks on People in California". مؤرشف من الأصل في 2020-10-11. اطلع عليه بتاريخ 2007-08-31.
- "List of Confirmed Cougar Attacks In the United States and Canada 1890 – 1990". مؤرشف من الأصل في 2023-05-13. اطلع عليه بتاريخ 2007-09-02.
- "List of Confirmed Cougar Attacks In the United States and Canada 1991 – 2000". مؤرشف من الأصل في 2023-05-13. اطلع عليه بتاريخ 2007-09-01.
- NCIPC bibliography of articles on dog bites
- Dogs Bite but Balloons and Slippers are More Dangerous by Janis Bradley, 2005
- CDC Dog Bite Factsheet
- "List of Confirmed Cougar Attacks in the United States and Canada 2001 – 2010". مؤرشف من الأصل في 2023-05-30. اطلع عليه بتاريخ 2012-05-05.
- Global Shark Attack File